# Idaville
Idaville – jednostka osadnicza w Stanach Zjednoczonych, w stanie Indiana, w hrabstwie White.